# Алина Щиглер
Алина Щиглер (на немски: Alina Stiegler) е немска телевизионна водеща.

## Биография
Родена е през август 1985 г. в Западен Берлин. Щиглер прекара детството си в Берлин. След като завършва гимназия, тя изучава право в Байройт в продължение на три семестъра. Решава да завърши специалност икономика и комуникационни науки в Берлин. След това учи журналистика в Хамбургската медийна школа.
След стажовете ѝ в телевизия Spiegel и Sat 1, и работа в Tagesspiegel и RTL, Щиглер започва работа в ARD. Тя е част от журито, избиращо песента, която да представи Германия в конкурса за песен на Евровизия през 2016 г. От 2018 г. заедно с Хайнрих Шафмайстер е водеща на сутрешното предаване на „Live nach neun“.